# Piuro
Piuro en italiano, Plurs en dialecto alemán suizo, y en retorromano romanche Plür es una localidad y comune italiana de la provincia de Sondrio, región de Lombardía, con 1.984 habitantes. Se halla casi en la frontera con el cantón de los Grisones (Suiza).

## Evolución demográfica
| Gráfica de evolución demográfica de Piuro entre 1861 y 2001 |
|                                                             |
| Fuente ISTAT - elaboración gráfica de Wikipedia             |